# Milorad Ulemek
Milorad "Legija" Ulemek (em sérvio:  Милорад "Легија" Улемек), também conhecido como Milorad Luković (Милорад Луковић) (nascido em 15 de março de 1968, em Belgrado, Sérvia, Iugoslávia) é um ex-comandante de uma unidade especial da polícia secreta sérvia, a Unidade de Operações Especiais (JSO) e ex-comandante paramilitar, que foi condenado pelos assassinatos do primeiro-ministro sérvio Zoran Đinđić e do ex-presidente sérvio Ivan Stambolić. Também foi condenado por estar por trás da tentativa de assassinato do líder da oposição sérvia Vuk Drašković.